# Борецький Федір Ісаакович
Федір Ісаакович Борецький (? — 1476, Муром, Велике князівство Московське) — новгородський державний діяч, один з лідерів новгородської республіканської опозиції, противник Івана III. Син Марфи Борецької та новгородського посадника Ісаака Борецького, молодший брат страченого московитами новгородського посадника, Дмитра Борецького.
Разом з матір'ю очолював пролитовську партію, виступав за незалежність Новгорода від Москви та зближення його з Литвою. Займав крайню антимосковську позицію.
У 1476 році в результаті конфлікту між литовською і московською партіями за наказом Івана III був заарештований та відправлений у заслання до Мурома, де помер того ж року.

## Родина
Батьки:
- Ісаак Борецький- новгородський посадник
- Марфа-посадниця.

Брати і сестри:
- Антон Пилипович — звідний брат (по матері), загинув під час мандрівки на біломорське узбережжя
- Фелікс Пилипович — звідний брат (по матері), загинув під час мандрівки на біломорське узбережжя
- Дмитро Ісаакович Борецький — старший брат, новгородський посадник, страчений московитами у 1471 році;
- Ксенія Ісааківна Борецька — сестра, наречена Мирослава, вождя повсталих новгородців.

Син:
- Василь Федорович Ісаков-Борецький — у 1478 році разом з бабою був відправлений до заслання спочатку до Москви, а потім — у Нижній Новгород.